# Trigona muzoensis
Trigona muzoensis är en biart som beskrevs av Schwarz 1948. Trigona muzoensis ingår i släktet Trigona och familjen långtungebin. Inga underarter finns listade i Catalogue of Life.

## Bildgalleri

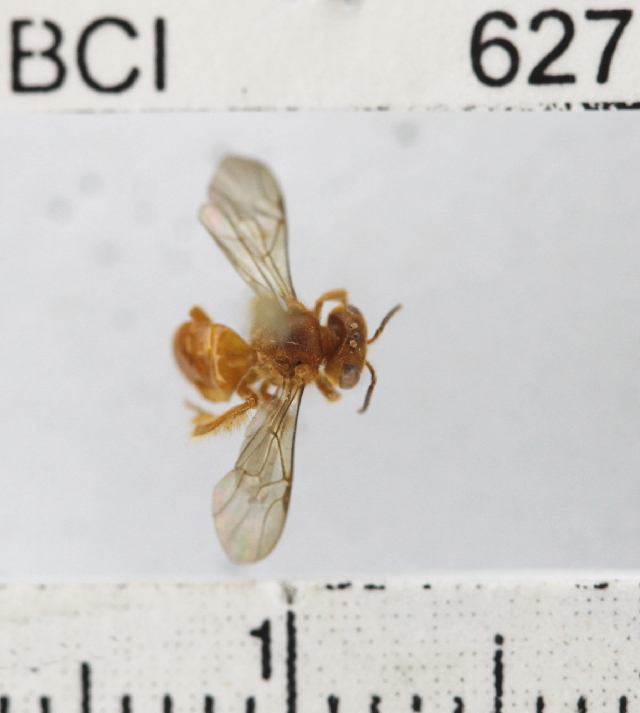